# Roberto Manzione
Roberto Manzione (Salerno, 2 giugno 1953) è un politico e avvocato italiano.
È avvocato penalista, cassazionista, è stato leader dell'Unione Democratica per i Consumatori, assieme a Willer Bordon e Bruno De Vita.

## Carriera politica

### Deputato del CCD e dell'UDEUR
Alle elezioni politiche del 1996 viene candidato alla Camera dei deputati nel collegio uninominale di Salerno-Mercato San Severino, sostenuto dalla coalizione di centro-destra Polo per le Libertà in quota CCD-CDU (lista tra il Centro Cristiano Democratico di Pier Ferdinando Casini e i Cristiani Democratici Uniti di Rocco Buttiglione), dove viene eletto deputato con il 49,93% dei voti contro i candidati de L'Ulivo Giuseppe D'Angelo (36,08%), del Partito Socialista Nicola Botta (7,5%) e della Fiamma Tricolore Gerardo Lo Storto (6,5%). Nel corso della XIII legislatura Manzione è stato componente della 2ª Commissione Giustizia, segretario del Comitato per la legislazione nel 1998 e ha rivestito il ruolo di vice-capogruppo del gruppo parlamentare "Centro Cristiano Democratico", che riuniva il CCD e il CDU. Nel 1998 aderisce all'Unione Democratica per la Repubblica, terminata tale esperienza, nel 1999 segue Clemente Mastella che dà vita all'UDEUR, di cui è capogruppo alla Camera.

### Senatore de La Margherita
Nella XIV Legislatura (2001-2006), Roberto Manzione viene eletto al Senato della Repubblica nella coalizione de L'Ulivo ed è vicepresidente del gruppo parlamentare del partito La Margherita dall'inizio della legislatura nel 2001 fino al 26 marzo 2002. Nella stessa legislatura, riveste inoltre i ruoli di:
- Membro della Giunta delle elezioni e delle immunità parlamentari;
- Membro della 3ª Commissione permanente (Affari esteri, emigrazione);
- Vicepresidente della Commissione parlamentare d'inchiesta sulle cause dell'inquinamento del fiume Sarno;
- Membro del Comitato parlamentare per i procedimenti di accusa;
- Membro della Commissione parlamentare d'inchiesta sul fenomeno della criminalità organizzata mafiosa o similare.

Nella XV Legislatura (2006-2008), Manzione viene riconfermato nella carica di senatore con La Margherita, ricoprendo i ruoli di:
- Membro della Giunta delle elezioni e delle immunità parlamentari;
- Vicepresidente della 2ª Commissione permanente (Giustizia);
- Membro del Comitato parlamentare per i procedimenti di accusa;
- Membro della Delegazione parlamentare italiana presso l'Assemblea parlamentare dell'Iniziativa Centro Europea;
- Presidente della Commissione contenziosa, organo che sotto la sua guida annulla la decisione con cui l'ufficio di presidenza del Senato aveva disdettato gli accordi sugli emolumenti del personale senza rispettare l'obbligo di previa consultazione dei sindacati interni.

Dedica particolare attenzione alle problematiche di verifica dei poteri, delicatissime in un organo nel quale la maggioranza di governo riposa su pochissimi voti. In particolare, guida il Comitato inquirente per la regione Piemonte della Giunta delle elezioni e delle immunità parlamentari, al termine del quale deposita una relazione nella quale si propone di accogliere il ricorso sulla clausola del tre per cento avanzato dalla Rosa nel pugno.
In Assemblea, è intervenuto più volte su tematiche attinenti alla giustizia, caratterizzandosi per una certa conflittualità con le posizioni del giustizialismo più esasperato. Nel luglio 2007, ha mantenuto due suoi emendamenti sulla riforma dell'ordinamento giudiziario, uno dei quali è passato a stretta maggioranza e con il parere contrario del ministro Mastella nonostante fosse stato accolto in comitato ristretto dalla Commissione giustizia.

### Dal 2007: l'UD
Nel settembre del 2007 lascia la Margherita e con il senatore Willer Bordon ha fondato il movimento dell'Unione Democratica, in protesta contro l'adesione della Margherita al Partito Democratico, da loro considerato sommatoria di partiti. Successivamente l'UD di Manzione avvierà un processo costituente con il partito dei Consumatori Uniti di Bruno De Vita, dando vita nel gennaio 2008  all'Unione Democratica per i Consumatori.
L'impegno dell'Unione Democratica si è subito indirizzato su due precisi versanti: la riduzione del costo della politica e la tutela dei consumatori ed utenti. Ed infatti, nel varo della legge finanziaria per il 2008, sono stati accolti tre emendamenti particolarmente significativi. Il primo prevede la riduzione numerica della composizione del governo che scende da 103 a 60 componenti. Gli altri due prevedono la tutela degli utenti nei servizi pubblici locali e l'introduzione della class action (o azioni collettive). Tale ultimo emendamento, presentato dal senatore Manzione, è stato approvato dall'aula del Senato anche grazie al disguido di un senatore dell'opposizione (Roberto Antonione) che erroneamente ha votato a favore. Con la class action si rende effettiva la tutela dei consumatori e degli utenti, recependo – nell'ordinamento italiano – uno strumento che consente di collegare ad un unico procedimento giudiziario una molteplicità di domande o pretese individuali, originate da un unico fatto illecito, estendendo gli effetti della decisione a tutti i soggetti coinvolti.
Resta a palazzo Madama fino alla scadenza del mandato nell'aprile 2008.